# 皮爾·波納爾
皮耶·波納爾（法語：Pierre Bonnard， 法語：[bɔnaʁ]、1867年10月3日—1947年1月23日）是一位法國畫家和版畫家，也是後印象派與那比派創始成員之一。皮耶·波納爾使用素描當作參考，特點是夢境。溫馨的家庭場景也許是皮耶·波納爾最有名的作品，通常包括妻子瑪爾特德。
皮耶·波納爾被形容為“二十世紀最偉大的異質畫家”，而他的作品具有較少傳統圖案結構模式，充滿妖嬈的色彩、詩意的典故、視覺。

## 生平
1867年出生於法國丰特奈-欧罗斯，父親是法國戰爭部官員。他的童年快樂而無拘無束，長大後應父親的要求學習了法律，1888年開始當出庭律師。但他又跑去法國美術學院和朱利安学院上課，立志成為藝術家。
1891年他結識罗特列克，開始在獨立者沙龍上參展。同年和爱德华·维亚尔一起為《白色杂志》繪製卷頭。